# قلعه خان بستک
قلعه خان بستک(خانهٔ بنی عباسی) واقع در شهر بستک در بخش مرکزی شهرستان بستک در غرب استان هرمزگان، یکی از آثارهای تاریخی و از نقاط دیدنی استان هرمزگان در جنوب ایران است. این اثر در تاریخ ۷ مهر ۱۳۸۱ با شمارهٔ ثبت ۶۱۱۰ به‌عنوان یکی از آثار ملی ایران به ثبت رسیده است.
خانه در قسمت شرقی شهر بستک جنب حمام خانی واقع شده‌است. این ساختمان در حدود ۱۱۰ _ ۱۰۰ سال قبل توسط محمد رضا خان (حاکم وقت بستک و جهانگیریه) ساخته شده‌است، ومعماران سازندهٔ بنا، معماران بستکی بوده أند. این خانه در اصل سه طبقه بوده که طبقات فوقانی آن بر أثر زلزله خراب گشته‌است. بنا در حدود ۲۰۰ تا ۲۱۰ أتاق داشته و از سه قسمت مجزا از هم تشکیل می‌شد که هر قسمت دارای حیاط و متعلقات کامل بود.

## کاربرد بنا
این ساختمان، هم محل سکونت خانواده بود وهم قسمتی از آن برای رسیدگی به امور روز مره مردم استفاده می‌شد، ومسائلی را در خصوص شهر ومردم و مناطق اطراف حل وفصل می‌کردند. درب اصلی ورودی وخروجی قلعه در ضلع جنوبی بنا واقع شده، در دوطرف در ورودی، دو برج موجود بوده که ارتفاع آن از سه طبقهٔ ساختمان بیشتر بوده‌است. زیر بنای این عمارت، زمینی است در حدود ۴۵۰۰ متر مربع که دیوار بلندی گرداگرد آن را احاطه کرده و از بیرون ساختمان وبنا، منفرد به نظر می‌رسد در حالی که از درون شامل سه قسمت ابتدایی، میانی وانتهایی می‌باشد.
قسمت ابتدایی که خود دارای حیاط واتاق‌های متعدد مورد نیاز بوده، محل حکومتی و اداری محسوب می‌شد و دو قسمت دیگر بالوازم کامل از جمله حوض و آب‌انبار (برکه)، مختص سکونت اعضای خانواده بود.
وجود پنجره‌های مشبک چوبی وفلزی پیچ در پیچ وگچبری‌ها نه تنهابر زیبایی وجذابی بنا افزوده بلکه خود منظری برای ساکنین خانه بود است. اتاق‌ها وتالارهای بزرگ این بنا دارای درب‌های چوبی متعددی بوده که اغلب دو جداره أند. یعنی عرض دیوارها دارای دو در بوده، یکی در ابتدا ویکی در انتهای عرضی دیوار.

## تالار آینه
وجود اتاق‌ها وتالارها آینه، یکی دیگر از زیبایی‌های این بنا بوده‌است. آینه کاری‌هایی که در تمام قسمت‌های تالار اعم از دیوارهای بدنه وسقف، به کار رفته أند. نقوش تزئینی گل و بته، پرندگان، درختان سرو و دیگر نقش‌ها، زیبایی وظرافت خاصی به تالار می‌بخشند. این معماری و تزئینات نشان می‌دهد در زمان قاجار که زمان ساخت این بنا بوده‌است معماران چگونه می‌کوشیدند، با به‌کارگیری حجم‌های گوناگون بر زیبایی بنا بیفزایند، آینه‌های به کار رفته در اندازه‌ها و اشکال گوناگون نور تابیده را با پرتوهای متعدد انعکاس داده به‌طوری‌که حتی با یک چراغ، روشنایی کل اتاق تأمین می‌شده‌است وبر زیبایی وجلوهٔ درونی بنا می‌افزایند. سبک معماری این گونه بناها بیشتر از نوع درون گرا است. چرا که هر گونه تزئینات، درون اتاق‌ها وتالارهای داخلی دیده می‌شود، اما بر روی دیوارهای خارجی وقسمت‌های بیرونی بنا هیچ گونه آثاری وجود ندارد.
سوانع طبیعی مانند زلزله و به ویژه باران‌های سیل آسا أثری از برج و باروهای نگهبانی که روزگاری نگهبانان بر بالای آن پاسداری می‌دادند، باقی نگذاشته‌است. قبلاً در هر طبقه دو اتاق آینه کاری وجود داشت که این روزه فقط یک تالار آینه کاری باقی مانده‌است.

## مصالح ساختمان
مصالح به کار رفته علاوه بر چوب و سنگ از خشت خام بوده و تقریباً تمام بنا از خشت می‌باشد. پهنای دیوارهای این عمارت در بعضی از قسمت‌ها از ۹ تا ۱۲ خشت می‌باشد. این بنا به تدریج ساخته شده‌است یعنی ابتدا طبقهٔ اول و بعد از چند سال طبقهٔ دوم و سپس بعد از گذشت چند سال طبقهٔ سوم، که در حال حاضر قسمت‌های زیادی از این بنا ویران گردیده‌است.